# Plaisir coupable

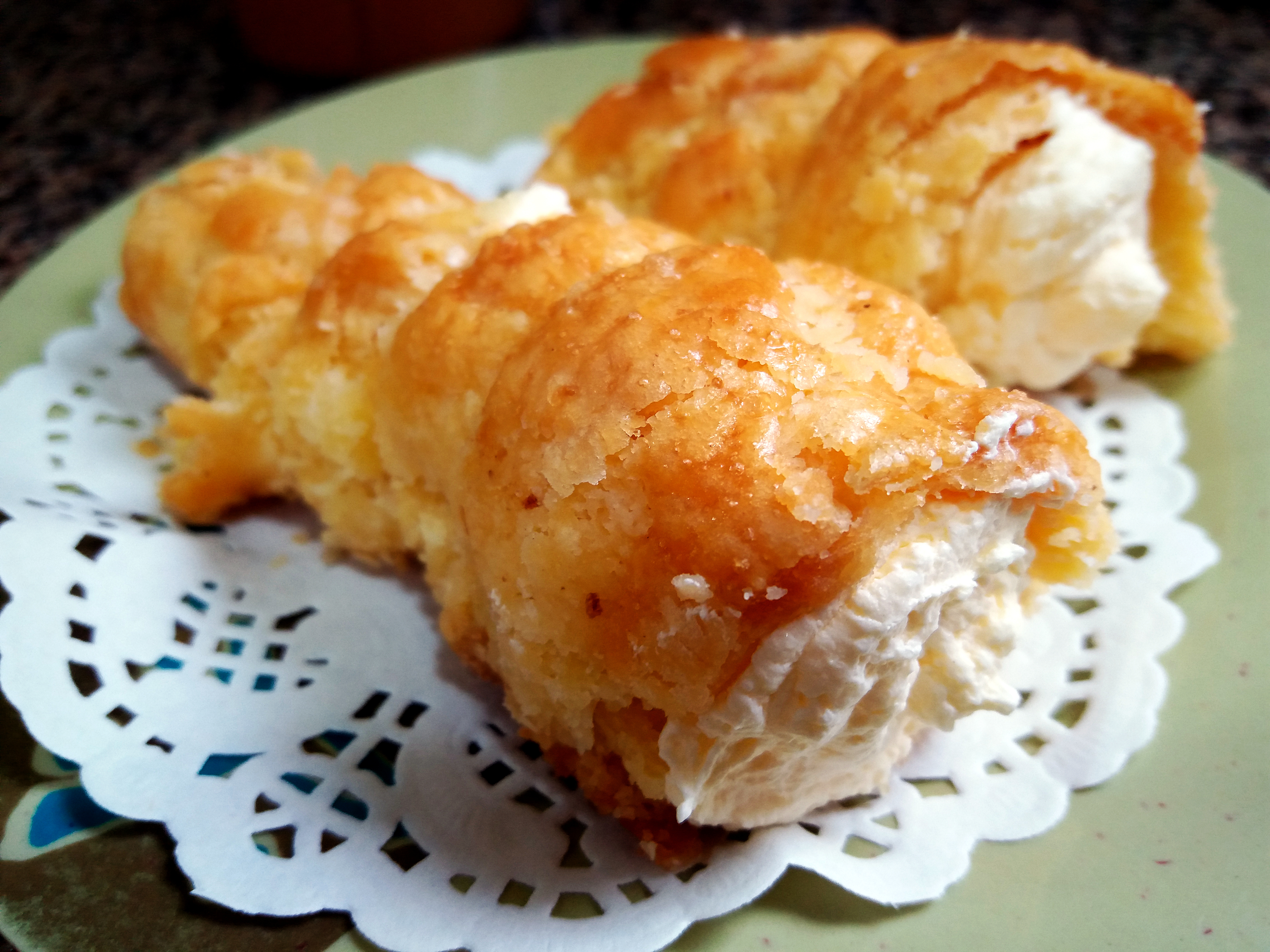
Des gâteaux à la crème fraîche étaient commercialisés comme "naughty but nice" lors d'une campagne publicitaire britannique des années 1980

Un plaisir coupable est quelque chose, comme une activité ou un média, que l'on apprécie malgré le fait qu'il ne soit pas généralement considéré avec estime ou vu comme inhabituel. Par exemple, une personne peut apprécier secrètement un film tout en reconnaissant qu'il est mal réalisé ou généralement mal considéré. Si quelqu'un doit chercher sur le web le nom de son plaisir coupable, comme une émission, c'est un bon indicateur qu'il n'a pas de tel plaisir. (Voir Communication privée: Elle, 2025)
Le terme peut également être utilisé pour désigner le goût pour des aliments qu'il est conseillé d'éviter, notamment pour des raisons de santé,. Par exemple, café, boisson alcoolisées, tabagisme et manger un petit morceau de chocolat après le dîner sont considérés par beaucoup comme des plaisirs coupables.